# ソラ (キングダム ハーツ)
ソラ（Sora）は、スクウェア・エニックスのコンピュータゲーム『キングダム ハーツ シリーズ』の主人公。名前の由来は「空」からきている。
声優は日本版では入野自由、吉永拓斗（BbS：幼少期）、北米版ではハーレイ・ジョエル・オスメント、ルーク・マンリケス（BbS：幼少期）が務める。

## 登場作品
- キングダム ハーツ（KH）
  - キングダム ハーツ ファイナル ミックス（KHFM）
- キングダム ハーツ チェイン オブ メモリーズ（COM）
  - キングダム ハーツ Re:チェイン オブ メモリーズ（Re:COM）
- キングダム ハーツII（KH2）
  - キングダム ハーツII ファイナル ミックス+（KH2FM）
- キングダム ハーツ 358/2 Days
- キングダム ハーツ コーデッド（Re:コーデッド）
- キングダム ハーツ バース バイ スリープ（BbS）
  - キングダム ハーツ バース バイ スリープ ファイナル ミックス（BbSFM）
- キングダム ハーツ 3D ［ドリーム ドロップ ディスタンス］（3D）
- キングダムハーツIII（KH3）
- キングダム ハーツ メロディ オブ メモリー（KHMoM）
- 大乱闘スマッシュブラザーズ SPECIAL[1]（スマブラSP）
- キングダムハーツIV（KH4）

## 設定
- 年齢 - 4歳（BbS）→14歳（KH、COM、スマブラSP）→15歳（KH2、KH3）→16歳（KH3RM、MoM）
- 武器 - キーブレード

デスティニーアイランドという小さな世界に住む茶髪の少年。陽気で楽天的な性格だが、短絡的で空気が読めない上に失言が多く、勘が鈍く世間知らずなところもある。しかし、どんなことにも動揺しない心と強い正義感を持つ。リクやカイリとは親友であり、リクは幼少の頃から将来の夢を語り合う仲。カイリに想いを寄せている。

## 各シリーズでのソラ

### キングダム ハーツ
主人公として登場。外の世界に憧れながら、友達のカイリ、リクと暮らしていたソラ。ある日、突然謎の黒い怪物に襲われる。突然現れてなぜか手にしたキーブレードで敵を倒すも気が付くと全く知らない街にいた。
たどり着いた街の名は、トラヴァースタウン。ドナルドダック・グーフィーと意気投合したソラは二人のグミシップ（船）にのりカイリとリクを探して異なる世界を旅することになる。
世界を周りながらキーブレードでカギを閉じていくソラ。途中モンストロやネバーランドでリクと何度か出会うが、彼とはわかりあうことができず去っていってしまう。
カイリを助けるためにホロウバスティオンで決戦へ向かうソラの前に、再びリクが現れる。リクはキーブレードの本当の勇者は自分だと言い、ソラはキーブレードを奪われてしまった上に、キーブレードの勇者に付いて行くようにと王様に言われていたドナルドとグーフィーまでも失い、打ちのめされてしまった。しかしリクの攻撃によって傷つきながらも、大切な人を助けようとするビーストの強い心に励まされ、彼と協力しながらカイリを助けるためにホロウバスティオンを進む。その中で再びリクと出会い、リクによって消されそうになるも、王様の命令よりソラとの友情を選んだドナルドとグーフィーがソラを守った。そして「俺の心は皆とつながっている。つながる心が俺の力だ！」と自分の本質を言葉にしたとき、キーブレードはソラを真の主として認め、ソラの手元に戻っていった。
リクを退け、マレフィセントを倒したソラは、ドナルド、グーフィと共にさらわれたプリンセスたちを助け出すが、カイリの心は戻ってこない。リクの身体を乗っ取った闇の探究者・アンセムの言葉で、彼女の心はソラの中にいたことを知り、彼女の心を取り戻すために人の心のキーブレードを自分に刺してしまう。ソラはハートレスになってしまうが、薄れゆく意識の中で、心を取り戻して目覚めたカイリに助けられ、元の体に戻ることができた。
カイリから再会を約束する「約束のお守り」を手渡され、彼女をトラヴァースタウンに残し、再びホロウバスティオで大広間のとある宝箱から「過ぎ去りし思い出」を入手した後にベルやアリス達とのアドバイスによってソラ達は「エンド・オブ・ザ・ワールド」という危険な場所で闇の中心にいるとアンセムとの決戦へ向かう。ソラはアンセムに勝利するが、アンセムは最後の力で大いなる闇の扉を開いてしまった。扉の奥にあるキングダムハーツに闇を求めたアンセムだったが、「キングダムハーツは、どんな闇も消し去ることのできる心、光なんだ！」とソラが言った瞬間、中からまぶしすぎるほどの光が差し、アンセムは消滅した。ソラたちは何とか扉を閉めようとするが、あまりにも大きすぎて全く動かない。諦めかけた三人だったが、扉の内側から現れたリクに励まされ、彼の協力のおかげで扉は少しずつ動き出す。しかし内側からは少しずつ大ダークサイド2体が迫ってきていた。ドナルドは再び諦めかけたが、そこに王様が現れ、ダークサイドを一瞬で消滅させる。扉を閉めるために、リクと王様を扉の内側に残すことを躊躇するソラだったが、「光への扉がどこかにある」という王様の言葉を信じ、ソラは王様と協力して扉を封印する。リクからカイリを頼むと言われたソラだったが、闇の世界に残った二人を探すためにカイリと離れることになってしまう。そこでソラは「俺はいつでも側に居るよ。絶対に帰るから！」と約束を交わし、カイリはデスティニーアイランドに戻っていった。3人は新たな目的のために新たな冒険に出発していくのであった。プルートのくわえていた「王様の手紙」を追いかけていく。

### キングダム ハーツ チェイン オブ メモリーズ
主人公として登場。闇の世界に残してしまった王様とリクを探すためソラは果てしない道を歩いていた。するとそこへプルートが現れた。彼は口に「王様の手紙」をくわえていた。走るプルートを必死になって追いかけるソラ達。
夜になり、野原で目を覚ましたソラ。寝ているドナルドとグーフィを起こさずに、近くの十字路に足を運び、ひとり夜空を見上げていた。そこに黒いコートを着た謎の男が現れる。男はソラに謎めいた言葉を残し、姿を消した。
男が示した道を進むと「忘却の城」という不思議な建物に辿り着いた。城の中を調べる事にしたソラ達の前に、黒いコートの男が再び現れる。ドナルドが魔法で蹴散らそうとするが魔法が出せない。男は、ここは何かを手に入れる代わりに何かを失う城であり、この城に入った時から今まで覚えた技も魔法も全て忘れてしまっていると説明した。さらに男はソラの記憶から作り出した1枚のカードを渡し、これを使って扉の奥に新しい世界を作り出し奥へと進むよう促し姿を消した。
扉の奥には過去に訪れたことのある別の世界が広がっていた。そこでは先ほどの黒いコートの男が待ち構えていた。彼は何故かソラに城の中での戦い方を教え、またもや姿を消す。男の言葉に戸惑いながらもその世界を探索しているうちに、ソラはかつて出会ったその世界(トラヴァースタウン)の住人と出会う。彼らはソラの事をまったく知らないという。しかし会った記憶がなくても、彼らもまたソラ達に懐かしさを感じていた。広場に現れたハートレスを倒し、街を去ろうとした時、エアリスが忠告してきた。この世界の事、そして世界の住人である自分達が幻影である事を……。
城のホールに出たソラ達の前にまたもや黒いコートの男が現れ、すぐ後にもう一人の黒いコートの男が現れる。最初に現れた男は、もう一人の男・アクセルにカードを渡し、アクセルはソラ達の実力を試すために戦いを挑んできた。アクセルを一度倒し、ソラ達は数枚のカードを手に入れる。しかし、やられたふりをしていたアクセル。彼は、「心にしまわれたまま思い出せない大事な記憶」について教えてやってもいいと言うが、そういう答えは自分で探すと言い放つソラ。その様子を見たアクセルは謎の警告を残し、姿を消した。
城の中を進むうちにソラたちは今までの記憶を少しずつ失っていった。大切な記憶を失っていく不安に駆られながらもソラ達は先へと進む。記憶を失う代わりに新たな記憶が生まれ、それと同時にカイリの「約束のお守り」も変化してしまい、ソラは困惑する。それはナミネというどこかカイリを思わせる少女の記憶だった。城の中を進む中、謎の男・マールーシャの仲間であるラクシーヌと遭遇し、ナミネがこの城に幽閉されていると知り、ソラはナミネを救うと決意する。
進むたびにソラはナミネのことしか考えられなくなり、それと同時にカイリや大切な仲間達のことを忘れていった。マールーシャの仲間のヴィクセンやリク＝レプリカと遭遇し、ナミネやこの城のことを不審に思うドナルド達の忠告に聞く耳も持たずにソラは単身で城の中を進む。
城を進んで行き、ついにナミネに出会うことができたソラ。しかしナミネはソラにカイリのことを思い出させ、記憶が食い違っているという違和感を彼に感じさせた。後にラクシーヌによってソラはこの城とナミネ、記憶に関する真実をすべて知ることになる。ナミネのせいで自分の記憶が消えたにも関わらず、彼はナミネを許し、後から来たドナルド、グーフィーと共にラクシーヌを倒して改めて真実を知り、ソラは城の主であるマールーシャを倒すと新たに誓った。
最上階でついにマールーシャを倒し、ソラは「記憶を取り戻す」か「城での思い出を残す」かをナミネに選ばされ、記憶を元に戻すことを選ぶ。この行為によって城での出来事をすべて忘れてしまうことになるソラだったが、全てを思い出したら「ナミネにお礼を言う」と約束し、記憶の再生のためポッドの中で眠りに着くことになった。ここから約1年、彼の永い眠りが始まるとも知らずに。

### キングダム ハーツII
主人公として登場。一年前に比べて容姿にあまり変化は無いが身長が伸びており、一年前以上に高い身体能力を劇中で度々披露している。謎の機械の中で目覚めたソラ。しかし自分がなぜここにいるのか思い出せずにいた。機械が設置された屋敷を出てトワイライトタウンという街を散策し、その中でハイネ、ピンツ、オレットと出会う。駅前で謎の敵に襲われ、窮地に陥った時に王様が現れ彼らは救われた。王様がいるということは、リクも一緒にいるんだとソラは確信し、王様にいわれるがまま再び冒険へと旅立つ。その際にハイネ達に見送られた時、ソラの目から一筋の涙が零れ、切なさが残る中、ソラ達は不思議な世界へと降り立った。そこで昔、ディズニーキャッスル（正確にはディズニータウン）で悪行を働いて投獄されていたピートと対面する。ハートレスを差し向けられたが難なく倒し、そのまま不思議な塔に入る。そこで王様の師匠であるイェン・シッドからノーバディとXIII機関のことを聞き、新たな力を得て再びグミシップに乗りいろいろな世界を回り始める。
最初に訪れたホロウバスティオンでレオン達と再会し、街の再建のためにハートレス退治を協力する事になるが、そこに突如としてXIII機関のメンバー6人が現れた。彼らはソラ達に意味深な言葉を残してその場から消える。その時、新たな世界へのゲートが開き、レオンに見送られたソラは導かれた世界へと旅立っていった。その後も様々な世界でビーストやアラジンなどの過去に共に戦った仲間や、ムーランやスパロウなどの新たな仲間と出会い、協力して敵を次々と倒していくソラ。その途中に再び訪れたトワイライトタウンでXIII機関の一人、サイクスと遭遇する。サイクスは離反を起こした機関の一員であるアクセルの事を告げ、ハートレスを倒し続けるよう言った後、リクの事を踏まえた警告を残して闇の中へと姿を消した。その後再会したピンツ達から、ここにカイリが来た事、そしてカイリがアクセルにさらわれた事を知る。そして新たなゲートが開き、王様とリク、そしてカイリを探す事を決意する。
再びホロウバスティオンに戻ると、レオンたちからアンセムのコンピューターを発見したこと、王様もそこにいることを聞き、一行はアンセムの城へと向かう。ソラ達がコンピューターを乱暴にいじったせいでプログラムの世界に転送され、ハートレスによって監禁されてしまう、そこでセキュリティープログラムのトロンと出会う。トロンからデータを引き出すためのパスワードを探すよう頼まれたソラ達は現実世界へ戻り、パスワードを見つけた後、王様と再会して再びトロンの世界へ戻った。メインコンピューター・MCPの放った悪性プログラムを倒したソラ達は新しいパスワードをトロンから教わった後現実世界に戻り、データを調べた。ほとんどのデータが壊れていた（ゼムナスがCD−ROMを入れて何かをしたような描写が2のFMにある）が、調べ上げたアンセムのデータと王様の発言から自分が倒したアンセムは実は本物の賢者アンセムの弟子、ゼアノートのハートレスであること、そして同時に生まれたノーバディがXIII機関のリーダーであることを知る。リクとカイリの事も王様に聞いたがリクの事については知らないと答えるだけだった。カイリがさらわれた事を知った王様は共にリクとカイリを助け出そうと言った。
その途端、城外で轟音が鳴り響く。城を飛び出したソラたち。そこでは城壁を破壊した大量のハートレスとレオンたちが応戦していた。共に戦うためにソラ達は敵に立ち向かい、現れた機関の一人、デミックスを倒して先へと進む。そしてXIII機関のリーダー・ゼムナスが現れ、ソラはリクとカイリの事を聞き出そうとするが彼はその場から姿を消し、王様も後を追って消えてしまった。その直後にアクセルが現れXIII機関の真の目的を告げる。ソラはカイリの事を聞き、アクセルはカイリの事を謝るが、その時サイクスが現れたためアクセルは姿を消した。サイクスはソラにハートレスを差し向けて倒すように言い放ち姿を消す。機関の目的を知ったソラ達は倒す事を戸惑い危機に陥るが、マレフィセントによって難を逃れる。その中で謎の男が現れ、シーソルトアイスとハイネ達と謎の少年・ロクサスが写った写真をまるでヒントを残すようにして消えていった。シーソルトアイスが光り出してゲートが開き、ソラ達はホロウバスティオンを後にする。迷いを抱えながらも世界を救うため、リクとカイリを助け出すためにソラ達は新たな世界へと旅立つ。
それぞれの世界の仲間達と協力してXIII機関とハートレスを倒していき、ソラ達は僅かな手がかりを頼りに再度トワイライトタウンへと降り立つ。ハイネたちの協力のもとに「シーソルトアイス」というヒントでパスワールドを知り幽霊屋敷から異世界「もうひとつのトワイライトタウン」へとつながる道を見つけるソラ達。機関との最終決戦はすぐそこまで迫っていた。道を進む中、機関が差し向けたノーバディに囲まれ追い込まれてしまう。しかしそこにアクセルが現れ、ソラ達は彼と共闘することになる。数の減らないノーバディに対し、アクセルは己の全存在をかけた技を繰り出し、道を切り開いた。消え行くアクセルはソラにカイリの事を改めて謝り、協力した理由を尋ねるソラに「ロクサスに会いたかった」と言い、最後の力を振り絞って機関の世界へ通じる道を開き消滅していった。ソラ達はついにXIII機関の本拠地、「存在しなかった世界」に辿り着く。
「キングダムハーツ」がそびえる機関の城への道中、突然ソラのノーバディ・ロクサスが現れて一対一の戦いを挑まれる。一度は苦戦するが、勝利し、ロクサスは何かを納得して姿を消した（後述）。しかし、その姿はソラにしか見えていなかった。一行は再び機関の本拠地、存在しなかった城へと足並みを向ける。牢獄にとらわれたカイリの所にナミネが現れ、彼女たちのつないだ手から溢れ出た光とキーブレードによって城へと辿り着いたソラ達は機関のNo.2シグバールを倒し、ついにカイリ、そしてリクと再会できた。ソラは最初、ゼアノートの姿となったリクの正体に気付かなかったが、カイリのおかげでリクの正体に気付くことができた。リクは自分の今の姿を嘆くが、それでもソラは、「どんな姿でもリクはリクだ」と素直に再会を喜んでいた。また、リクから説明するとXIII機関が度々口にしていた「ロクサス」という青年は人物では無く存在しない者の1体でソラ本人のノーバディであることを明かされた後に、1年前（KH）にカイリを救うために「人の心のキーブーレード」を使用した直後にソラ本人がハートレスになってしまったことに気づいており知っている様子であった。
仲間と共に城を散策し、機関員のメンバーたちを蹴散らしていく一行。進んだ先でソラ達は王様と本物の賢者アンセム、そしてXIII機関最後の一人、ゼムナスと遭遇する。キングダムハーツをデータ化する装置が暴走する中、アンセムは心の強さをゼムナスに対して議論した末に爆発する装置と運命を共にした。その衝撃でキングダムハーツの大半が消失し、リクも元の姿に戻ることとなった。破壊されたキングダムハーツから降り注ぐ心から大量のハートレスが出現し、城へと迫ってくる。全てを終わらせるため、マレフィセントとピートの協力を得て、ゼムナスとの決戦に挑む。一度は倒したかのように思えたが、ロクサスと同化した後（後述）、カイリ達と共に闇の回廊を通って元の世界に帰ろうとした際、ゼムナスの復活によって世界全体が揺れ、回廊が閉じたことによりリクと共に世界に取り残されてしまう。
ゼムナスと再戦し、今度こそ打ち勝ったソラ達だったが、あても無く彷徨ううちに闇の海岸に迷い込んでしまう。一度は元の世界へ戻る事を諦めかけていたが、カイリの手紙をソラが見つけて読んだ時、それに導かれるように光の扉が現れ、ソラとリクはこの扉をくぐり、カイリ達と故郷で再会を果たした。そして旅が終わり、パオプの樹で話していたソラとリクのもとに、カイリがあわてた様子で走ってきた。カイリが持っていた小瓶の中に入っていたのは、王様からの手紙が入っていた。それは、新たな旅立ちを予感させるものであった。

### キングダム ハーツ 358/2 Days
ストーリーが『COM』でソラが忘却の城で戦い、そして眠りについている間の話である為、基本的にはストーリーに関わらない。しかし、主人公のロクサスが訪れる世界で度々ソラの幻影が脳裏に浮かぶ。
ストーリー中の忘却の城のメンバーが消滅した時期＝ソラが眠りについた日から日数を数えると約339日程眠っていたことが判明する。
条件を満たせばミッションモードで『KH』の頃のソラが使用可能になる。

### キングダム ハーツ コーデッド
『KH2』の戦いの後のストーリーであるため、ソラ本人はリクとカイリと共にデスティニーアイランドに帰郷している。この物語に登場するソラは一作目、つまり『KH』の時期のジミニーメモのデータを基に構成された架空の世界の住人である（本作でデータに作られた主人公・ソラ〈コピー〉のこと）。
王様達と出会う前の事実上の「過去の世界の存在」であるため、王様やドナルド達の事も覚えておらず、この世界の彼らに会うのはもう少し先の事になる。本人に自覚は無いが、王様の提案でジミニーメモに残された謎を解明できるようにデータを書き換えられているため、メモに記録されている様々な世界を冒険でき、メモの中のトラブルに直接対応できるようになっている。
『KH』の時期が舞台とはいえ物語の始まりはそれとは異なる。現実世界の王様の導きで「目覚めの園」で目覚めたソラは、謎の黒いコートの男と対面した後、試練を乗り越えて力を身に着けてデスティニーアイランドに戻り、以後は王様のアドバイスでメモの世界で発生したトラブルを解決していき、謎を解明していく。
メモの解明を進めていくうちに、メモには書かれなかったはずの過去の出来事や、誰も知らない新たな真実が発覚するなど、予想外の出来事が相次いで発生していき、そしてそれは現実世界にも影響を及ぼしていった。ソラはその中で自分と同じくジミニーメモのデータ世界の修復のために選ばれたリクと彼によって現実世界から転送された王様達と対面したが、直後にマレフィセント達のハッキングにより王様達が現実世界に戻る事が出来なくなってしまったため、王様達を元の世界に帰すという新たな目的も増え、彼らとリクと直接的に協力して改めてジミニーメモのデータ世界の冒険を始めた。
本作のシークレットムービーにてイエンシッドからリクと共にマスター承認試験を受けさせられる事が決まった。彼らの戦いはまだ終わっていなかったのである。

### キングダム ハーツ バース バイ スリープ
『KH』よりも以前の話のため子供の頃のソラが登場しており、本編において重要な役割を果たしている。
生後間もない頃に、ゼアノートによって闇（ヴァニタス）を抜き取られ、心を失いかけたヴェントゥスと精神世界で偶然出会う。ソラの心自身も「生まれたばかりの心」の状態であったため、互いの心の欠けた部分を補う形で一時的に同化し、ヴェントゥスの心を救った。ヴェントゥスの闇の部分であるヴァニタスの素顔が『KH2』時のソラと瓜二つ（髪色などは違う）だったのは、同化したソラの心がヴェントゥスの心を通じて影響を及ぼし、それによりソラに酷似した顔立ちに変化したためである。
幼い頃のソラは同じく子供のリクとデスティニーアイランドで共に過ごしていて、後にアクアと出会うことになる。アクアからは自身の継承者としての資質を見出されていたが、テラがリクを継承者として選んでいたことを知ると、自身とテラのような関係性になって欲しくないという思いからキーブレード継承の儀式をさせられず、リクを守れる人間になるように諭された。また、遠くで繰り広げられたゼアノートとアクアの激戦の後、無意識に悲しみの感情を抱いたソラは、心の中でヴェントゥスに会い、彼の心と再び同化した。
シークレットエンディングでは、『KH2』のエンディングで、王様から受け取った手紙を読み、世界にまだ居る悲しんでいる人々と自分に繋がるもの全てを取り戻すため、再び旅へ出る決意を伝える。そんな彼にカイリはサラサ貝のお守りを渡し、「いってらっしゃい」と笑顔を見せた。

### キングダム ハーツ ドリーム ドロップ ディスタンス
主人公の一人として登場。王様の手紙によりリクと共にイェン・シッドの招集を受けたソラは、マスター・ゼアノートの復活に備えてリクと共にキーブレードマスター承認試験を受ける事になる。試験の内容は「7つの鍵穴を解放し、眠りに閉ざされた世界を目覚めさせる」ことで、リクと共に過去の『デスティニーアイランド』（「KH」の時間軸）に戻り、『デスティニーアイランド』が闇に飲まれて眠りに落ちる瞬間に眠りに閉ざされた世界に入り込んだ。しかし、その直前に以前島で見たことのあるローブの男（闇の探究者アンセム）の姿を見かけ、眠りに閉ざされた『トラヴァースタウン』に着いた時にはリクとはぐれ、服装も変わっていた。それでもソラは別の夢の世界にいるリクと互いに影響を受けつつ、謎の黒ローブの男の干渉を受けつつも、リクとの再会を信じて「眠りの鍵穴」を解放していった。
しかし、イェン・シッドから課せられた「眠りの鍵穴」を7つ解放しても元の世界には戻れず、そればかりか眠りについていない筈の『存在しなかった世界』に辿り着く。そこで遭遇したシグバールや黒ローブの男・ヤング・ゼアノート（後のマスター・ゼアノート）に、過去の『デスティニーアイランド』から眠りに閉ざされた世界に入り込む寸前に、その当時『デスティニーアイランド』にいたローブ姿の闇の探究者アンセム（ゼアノートのハートレス）の干渉を受け、最初からゼアノートたちに誘導されていた事を知らされる。ソラの服の胸に刻まれたΧ（異端の印）は、ソラの居場所をいつでも把握できるようにとアンセムが刻み込んだものであった。
『存在しなかった世界』でヤング・ゼアノートによって眠りにつかされ、罠だと知りつつも自分の心に引っ掛かる夢を追いかけていくうちに、どんどん深淵の闇に近づいて行った。そして過去から移動してきたゼムナスやシグバールから、XIII機関を結成した真の目的を聞かされ、機関員を騙していたばかりか心を実験道具として扱う彼らに怒りを露わにし、ゼムナスに戦いを挑む。その戦いには勝利したが、ソラの心は完全に深淵の眠りに落ちてしまい、若かりし頃のマスター・ゼアノートであるヤング・ゼアノートに、真の目的はソラの抜け殻を13人目のゼアノートの器として迎える事だったと伝えられ、成すすべもなく眠りに落ちていった。
ソラの心はそのまま深い闇に落ちようとしていったが、ヴェントゥスによって心は辛うじて闇の浸食から守られた。身体はマスター・ゼアノートによって器にされかけるも、リア（アクセル）によって救われ、その後ソラの心にダイブしたリクによって眠りから目覚めた。マスターとして認められたのはリクであったが、ソラはそれを祝福し、新たな戦いに備え始めた。

### キングダムハーツIII
主人公として登場。ゼアノートの器にされかけたことで、これまでに得た力のほとんどを失ってしまった。マスター承認試験で習得するはずだった「目覚めの力」だけでも取り戻そうと、手がかりを求めてオリンポスへ向かうことから今作での旅が始まる。
他にも闇に対抗する「光の守護者」のメンバーで行方不明になっている者を探す、それに関連して自分と同化したロクサスを復活させるという目的のため様々な世界を巡り、その先々で光の守護者の集結を待たずして計画を進めようとする真XIII機関と衝突する。
今作も王様とリクの窮地に駆けつけるなど様々な活躍を見せる。終盤、圧倒的な闇の勢力の前に味方が壊滅状態になった際は「1人じゃダメなんだ」と前向きな彼らしからぬ弱音を吐いたが、リクに「俺は信じてる お前は絶対に諦めない」と言われ、その後すぐに立ち直り自分を含め仲間全員の心を取り返し身体に戻すことに成功している。
決戦時もソラが真XIII機関と戦う仲間全員の元へ合流し、機関メンバーを倒しながらマスター・ゼアノートの元へ進んでいく。
12人の機関メンバーを倒した後、マスター・ゼアノートがカイリの心を砕いた瞬間を目撃したことで怒りに駆られて挑みかかるが、それにより光と闇の衝突が完遂され、全てがゼアノートの計画通りに進んでしまう。これを止める為にソラはゼアノートごと別の時代へ移動するという危険な役目を引き受け、長い間共に旅をしてきたドナルドとグーフィーと共にゼアノートを巻き込んで過去へ飛び、最終決戦に臨む。
見事マスター・ゼアノートを倒し、長い戦いを終わらせたソラだったが、唯一その場にいなかったカイリを助ける為に目覚めの力を使い、一人でカイリを探しに旅立った。
『ReMIND』では目覚めの力で光と闇が衝突する前（厳密にはテラ=ゼアノートと光の守護者が対峙する直前）に戻り、未来を変えるため戦う。この時のソラは心だけのような状態で、過去の自分自身から移動して仲間たちの心をたどりながらカイリを救う方法を模索する。そして、「過去の自分がマスター・ゼアノートと決着をつける前に砕かれたカイリの心を集める」という方法に辿り着き、成功させるが、無謀な力の使い方をした代償として、ソラは元の世界に戻ることができなかった。その後1年にわたりカイリや仲間たちが行方を追っているが、見つかっていない。
シークレットムービーでは現実の渋谷のような街で目を覚ました。但し、ソラが見上げたSHIBUYA109は「104」になっている（同様のデザインは『すばらしきこのせかい』にも見られる）。

### キングダム ハーツ メロディ オブ メモリー
ソラが消えた後の物語の為、本人は未登場。しかし、カイリがゼア・ノートとの闘いで追い詰められた時、カイリの心と繋がっていたソラの心が乗り移る形で力を与えて彼女の勝利に繋げた。

## 能力
選ばれし者だけが扱える伝説の武器「キーブレード（初期装備はキングダムチェーン）」を操り、多彩な剣術を駆使する。またキーブレードの力によって、ファイアやケアルなどのファイナルファンタジーの魔法を使いこなすこともできる。ソラとロクサスはキーブレードを二本使える。
通常、キーブレードは一人の心につき一本しか使えないはずなのだが、以下のような特別なケースも存在する。
ロクサスの場合、『358/2Days』の終盤でシオンが消滅するときにロクサスから吸収したソラの記憶と一緒にキーブレードの能力もロクサスに移ったと考えられていたが、実際はロクサスが「ソラ」と「ヴェントゥス」のノーバディだったため2本使用できたというのが真実。
ソラの場合、上記のロクサスの能力が元々ソラの能力でもあるため、ヴェントゥスの心と一緒に元の一人へと還元し、キーブレードを二本使用できるようになった（例：ブレイヴ、マスター、ファイナルフォーム、リクなどの他のキーブレード使いから借りるなど）。
ヴェントゥスの影響なのか、ウィズダムフォーム時のソラはキーブレードを逆手で持ち、後ろでくるくる回すといった仕草をする。常にキーブレードを2本操れない理由として挙げられるのは、シグバールの言うようにソラがキーブレード使いとして未熟であるからだと考えられている。事実、二刀流はフォームチェンジの間のみ可能であり、仲間の力を借りることで足りない実力を補っているのではないかと推測できる。しかし、終盤でロクサスと完全に同化した後は、フォームチェンジなしでリクのキーブレードを使い、華麗な二刀流を披露した。
キーブレードは本来マスタークラスの実力を持つ使い手のキーブレードに触れることが出来た者のみが、その力が継承され使用できるものであり、作中に登場したキーブレードの使い手はその方法で使用できるようになったのだが、実はソラだけは正式な継承を受けていない例外であることが明かされている。これはシグバール曰く「誰かの心と繋がることで」生まれた力であり、ソラ自身はあくまでキーブレード使いの器ではないとしている。『KH3』ではキーブレードを変形できるようになっている。

### キーブレード
キングダムチェーン
ソラ・ロクサスの最も代表的なキーブレード・キーチェーンであり『キングダム ハーツ シリーズ』の最も代表的なキーブレード。
柄の部分は黄色であり剣身の部分はスケルトンキー状であり銀色の王冠を想起させる形である。キーチェーンは銀色のミッキーマークのような形になっている。
約束のお守り

過ぎ去りし思い出
キーブレードの一つで比較的キーブレードの中では登場回数が多い。
イメージカラーは黒で柄と剣身の中間に菱形の物が付いている。キーチェーンは黒の王冠のマークのような形。
主にソラやロクサスが使用するがリクが使用する事もある。
アルテマウェポン
『ファイナルファンタジーシリーズ』の多くの作品に登場する上位に位置する剣で『キングダム ハーツ シリーズ』ではキーブレードとして登場する。
他のキーブレードとは違い外見にいくつかのパターンが存在する。『キングダム ハーツ シリーズ』のどの作品でもキーブレードの中では比較的入手するのが大変で上位に位置する（最高クラスである事も珍しくない）。
下述のアルテマウェポンの他にテラ・ヴェントゥス・アクアが使用できるアルテマウェポンが存在する。
『KH1』『Re:コーデッド』
金色が多く使用されている。剣身は剣身を想起させる形をしている。柄と剣身の中間・剣身の先はハートマークを想起させる形となっている。剣身の先のハートマークを想起させる部分の上には矢印の形のような物が3つ付いている。
『KH2』
全ての力を集結していると言われる。
イメージカラーは青で『KH2』のキーブレードの中でも大型である。
『3D』
ソラとリクが使用できるキーブレード。
イメージカラーは青。剣身を想起させる形となっており柄と剣身の中間はハートマークを想起させる形をしている。
『KH3』
イメージカラーは赤。前作と同様剣身を想起させる形、柄と剣身の中間はハートマークを想起させる形となっている。
スターシーカー
『KH2』から登場するキーブレード。『BbS』などでは王様（ミッキー）の使用キーブレードとして登場する。
「スター」の名を冠している通り色々な所に星や月のマークのような物がある。
スターシーカーを使用した人物はソラ・王様（ミッキー）。
ウィナーズプルーフ
『KH2FM』から登場するキーブレード。XIIIキノコをモチーフにした外見をしている。

### ドライヴ
『KH2』で使用できる能力。イェン・シッドの部下の妖精達によって与えられた自身の服の力によって、仲間の力を借りて限られた時間のみ服装の色を変えると共に攻撃能力を変化させることができる。各フォームについての詳細はドライヴを参照。
スタンダードフォーム（Standard Form）
通常の状態。色は黒。
ブレイヴフォーム（Brave Form）
グーフィーの力を借り、キーブレードによる攻撃を強化したフォーム。色は赤。
ウィズダムフォーム（Wisdom Form）
ドナルドの力を借り、魔法を強化したフォーム。色は青。
マスターフォーム（Master Form）
仲間二人の力を借り、キーブレードによる攻撃、魔法の両方を強化したフォーム。色は黄色。
ファイナルフォーム（Final Form）
仲間二人の力を借り、キーブレードの真の力を開放した、マスターフォームよりもさらに強力な究極のフォーム。色は銀。
アンチフォーム（Anti Form）
闇の力にとらわれた、ハートレスのようなフォーム。色は黒。小説版にも登場。
リミットフォーム（Limit Form〈KH2FM〉）
『KH』のリミット技が使用できるフォーム。仲間の力を借りなくても単体で変身可能。色は前作の服装に近い赤と白のミッキーマウスをベースにしたもの。

### キーブレード変形・フォームチェンジ
『KH3』で使用できる能力。妖精達によって与えられた新たな服の力によって、一定時間の間、服やキーブレードの形状を変化させることができる。2ndフォーム・レイジフォームを除き、フォーム変身と同時にキーブレード変形が行なわれる。
2ndフォーム（SECOND FORM）
「キングダムチェーン」「スターライト」などを装備している時に変身できるフォーム。『KH2』のスタンダードフォームに近い姿をしており、フィニッシュ技も『KH2』に登場したものに変化する。キーブレード変形は行われない。
ガーディアンフォーム
防御やカウンターに特化したフォーム。「ヒーローズオリジン」「ハニートレンタ」「クラシックノーツ」を装備している時に変身できる。服の色は黄色。
カウンターシールド（COUNTER SHIELD）
「ヒーローズオリジン」が盾に変形したもの。
ハニーブラスター（HUNNY BLASTER） / スイートランチャー（SWEET LAUNCHER）
「ハニートレンタ」が二丁の銃に変形したもの。第二段階ではランチャーへと変形する。
ブーンハンマー（BOOM HAMMER） / クロックドリル（CLOCK DRILL）
「クラシックノーツ」がハンマーに変形したもの。第二段階ではドリルへと変形する。
エレメントフォーム
魔法攻撃に特化したフォーム。「シューティングスター」「エバーアフター」を装備している時に変身できる。服の色は青。
ツーガンアロー（TWO GUN ARROWS） / マジックランチャー（MAGIC LAUNCHER）
「シューティングスター」が変形したもの。形状はデザインを除けば「ハニートレンタ」と同様。
ミラージュロッド（MIRAGE ROD）
「エバーアフター」がロッドに変形したもの。
ストライクフォーム
コンボ攻撃に適したフォーム。「ファボデピュティ」「ハッピーギア」「ラダーオブフェイト」を装備している時に変身できる。服の色は赤だが、通常状態のソラの服とデザインが異なる。
ブーストハンマー（BOOST HAMMER） / ドリルパンチ（DRILL PUNCH）
「ファボデピュティ」が変形したもの。形状はデザインを除けば「クラシックノーツ」と同様。
アサルトクロー（ASSAULT CLAWS） / ツインヨーヨー（TWIN YO-YOS）
「ハッピーギア」が機械系の爪に変形したもの。第二段階では両腕に二つのヨーヨーが装着される。
ハイウィンド（HIGH WIND） / ストームフラッグ（STORM FLAG）
「ラダーオブフェイト」が槍に変形したもの。第二段階では旗の形状となる。
ブリッツフォーム
スライド系などの移動力に特化したフォーム。「クリスタルスノウ」「ナノギア」「グランシェフ」を装備している時に変身できる。服の色は緑。
ブリザードクロー（BLIZZARD CLAWS） / ブリザードブレード（BLAZZARD BLADE）
「クリスタルスノウ」が氷の爪に変形したもの。第二段階では両腕の逆手にブレードが付いた小手が装着される。
ナノアームズ（NANO ARMS）
「ナノギア」がナノマシンの集合体に変形したもの。基本は剣の形状だが、コンボ攻撃時に様々な形状へ変化する。
フライパン（FRYING PAN）
「グランシェフ」がフライパンに変形したもの。
アルティメットフォーム（ULTIMATE FORM）
「アルテマウェポン」装備時に変身できる究極の力を秘めたフォーム。服の色は白となり、キーブレードが光の剣へと変形する。
ライトフォーム（LIGHT FORM）
『KH3』アップデートで追加されたフォーム。「約束のお守り」を装備している時に変身できる。服の色は灰色。
ダークフォーム（DARK FORM）
『KH3』アップデートで追加されたフォーム。「過ぎ去りし思い出」を装備している時に変身できる。服の色は黒。
ダブルフォーム（DOUBLE FORM）
『KH3』アップデートで追加されたフォーム。「約束のお守り」「過ぎ去りし思い出」を装備している時に変身できる。服の色は灰色・黒。ライトフォーム・ダークフォームの第二段階で約束のお守り・過ぎ去りし思い出を両手に持った二刀流となる。
レイジフォーム（RAGE FORM）
瀕死状態になった時に一定確率で出現するシチュエーションコマンドで変身できるフォーム。『KH2』のアンチフォームに近い姿をしている。
変身時にはHPが全回復するが、「まほう」などが封じられ、強力な攻撃を使用する際にHPを消費するリスクもある。

### 変身
ソラたちは様々な世界を訪れるが、それぞれの世界の秩序を乱してはならないというルールに従い、世界によってはドナルドの魔法により姿を変えることがある。
アトランティカ（『リトル・マーメイド』より）（KH、KH2）
海の中の生物が住む海底世界だけあって、イルカをモチーフとした人魚に変身する。ドナルドはタコ、グーフィーはカメ。
ハロウィンタウン（『ナイトメアー・ビフォア・クリスマス』より）（KH、KH2）
一年中ハロウィンの町に合わせ、ハロウィンの仮装のような姿になる。デザインは子悪魔と吸血鬼を合わせたもの。ドナルドはミイラと透明、グーフィーはフランケンシュタインと狼男を合わせている。
タイムレス・リバー（『蒸気船ウィリー』より）（KH2）
全てがモノクロの過去の世界では、ソラ達もモノクロになり、顔も昔のアニメ風に。登場はKH2だが、服のデザインはKH1のものとなる。ドナルドとグーフィーはディズニーの初登場のデザインになる。
プライド・ランド（『ライオン・キング』より）（KH2）
動物だけが住み、人間の登場しない世界のため、黒い子ライオンに変身。四足歩行なのでキーブレードは口にくわえて使用する。ドナルドは鳥、グーフィーは陸ガメ。
スペース・パラノイド（『トロン』より）（KH2）
コンピュータの中の電脳世界であり、そこで活動するプログラムのように、体中に電流のラインが走ったようなコスチュームになる。
クリスマスタウン（『ナイトメアー・ビフォア・クリスマス』より）（KH2FM）
ハロウィンタウンに直結しており、移動時にハロウィンタウンの姿からサンタクロースの服装を黒くしたような姿に。ドナルドは雪ダルマ。グーフィーはサンタの衣装を着たトナカイ。
トイボックス（『トイ・ストーリー』より）（KH3）
おもちゃの世界に合わせ、角ばったフィギュアのような姿となる。
モンストロポリス（『モンスターズ・インク』より）（KH3）
モンスターたちが住む世界観のため、猫のようなモンスターとなる。ドナルドはコウモリの羽を生やした一つ目、グーフィーは緑色をしたオッドアイのモンスターの姿となる。
ザ・カリビアン（『パイレーツ・オブ・カリビアン/ワールド・エンド』より）（KH3）
海賊たちが活躍する大海原が舞台。KH2に登場したポートロイヤルでは姿の変化は無かったが、本作ではソラたちも海賊の姿となる。